# 斯希普河

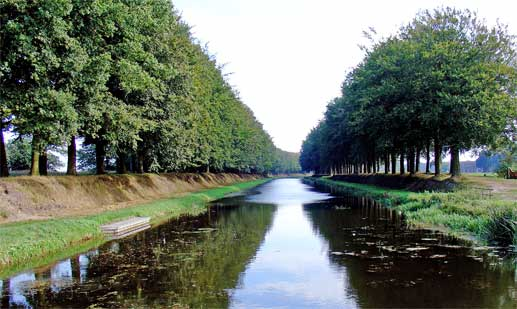
斯希普河南面

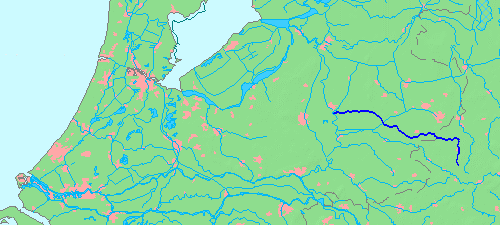
斯希普河位於荷蘭的位置（深藍線）

斯希普河（荷蘭語：Schipbeek）是荷蘭的河流，位於北萊茵-威斯特法倫，屬於艾瑟爾河的支流，河道全長85.3公里，流域面積352平方公里，平均流量每秒3.65立方米。
52°00′59″N 7°01′45″E / 52.01639°N 7.02917°E